# Chocielewko
Chocielewko (kaszb. Chòceléwkò) – wieś kaszubska w Polsce położona w województwie pomorskim, w powiecie lęborskim, w gminie Nowa Wieś Lęborska w pradolinie Łeby.
W latach 1975–1998 miejscowość administracyjnie należała do województwa słupskiego.

## Historia
Najstarsze wzmianki w dokumentach z lat 1335–1341 wymieniają wieś jako Kotzelow, Chuslau, Kodzelaw, Kozelow, Chotzelow i Gutzelow.
W XVI wieku wieś należała do rodu Pirchów. W 1640 Jerzy Pirch wybudował tu kaplicę luterańską. W XVIII współwłaścicielami były rodziny Pirchów, von Breitenbachów i baron Haborn. W 1804 wieś miała już jednego właściciela, którym był Kohn von Jaski. Jego potomkowie sprzedali wieś w 1836 Wilhelmowi Kaiserowi. Od 1905 właścicielami byli von Zitzewitze. Dobra ziemskie uległy parcelacji w czasie I wojny światowej. W wyniku parcelacji Chocielewka i Witoradza powstała gmina wiejska, nazwana Mackensen (od nazwiska Augusta von Mackensena). Z jego inicjatywy wybudowano w latach 20. XX wieku neogotycki kościół.

## Zabytki
Według rejestru zabytków NID na listę zabytków wpisany jest neogotycki kościół filialny pw. Najświętszego Serca Pana Jezusa, 1922-26, nr rej.: A-1635 z 10.07.1997.
Na terenie wsi znajdują się ponadto:
- dwór murowany, klasycystyczny z początku XIX w[5].
- kapliczka przydrożna z początku XX w.
- Grodzisko i cmentarzysko kultury pomorskiej z wczesnego średniowiecza[6].